# Кальтербрун
Ка́льтербрун (нем. Kalterbrunn), также мы́за Ро́осна-А́ллику (эст. Roosna-Alliku mõis) — рыцарская мыза в посёлке Роосна-Аллику, муниципалитет Пайде уезда Ярвамаа, Эстония. Согласно историческому административному делению мыза относилась к приходу Ярва-Яани.  В годы Российской империи находилась на территории Эстляндской губернии и относилась к приходу Святой Иоганнис.

## История мызы
Мыза основана в XVII столетии. Своё эстонское название мыза получила по фамилии первых собственников — семейства фон Розен. Название на немецком языке означает «холодный колодец», «холодный источник».
Символом мызы является белая роза. Она изображена на гербе её первого владельца — Богислауса фон Розена (Bogislaus von Rosen), право которого на мызу в 1645 году закрепила королева Швеции Кристина. 
В результате брачного союза в 1725 году мыза отошла семейству Штакельбергов и принадлежала ему до отчуждения в 1919 году. Последним собственником мызы был Георг фон Штакельберг (Georg von Stackelberg).
На военно-топографических картах Российской империи (1846–1863 годы), в состав которой входила Эстляндская губерния, мыза обозначена как  Кальтербрунъ.

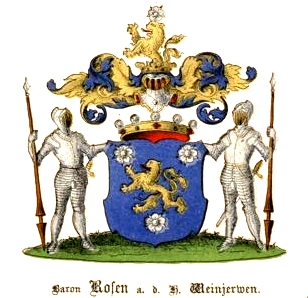
Герб Розенов
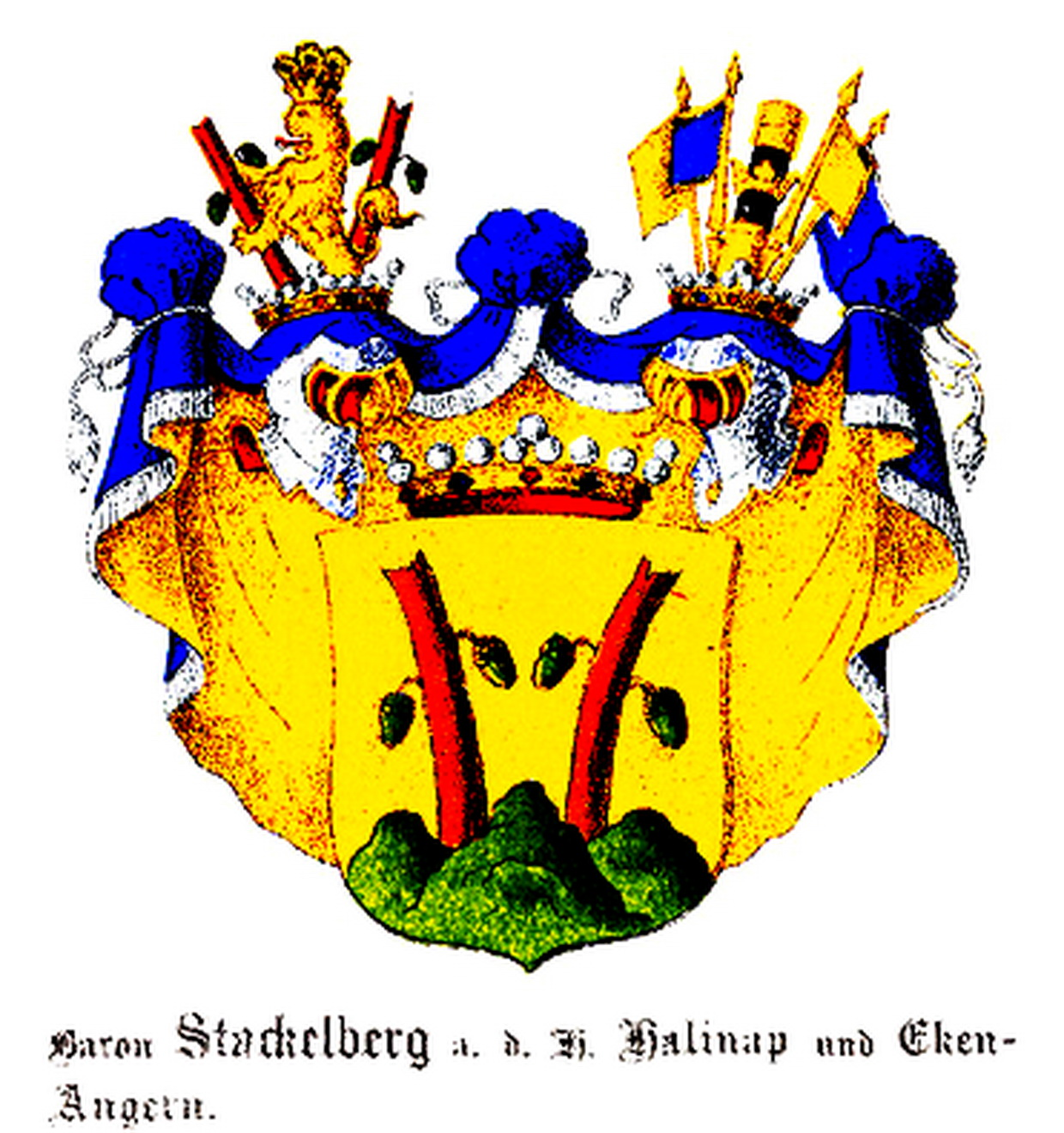
>Герб Штакельбергов

Часть мызных земель (37,5 га), не поделенных в ходе земельной реформы, а также арочные помещения первого этажа главного здания мызы её бывшие собственники использовали и во времена Первой Эстонской республики (до 1939 года).
В декабре 1923 года в главном здании мызы начала работать 6-классная начальная школа, с 1991 года — основная школа.

## Главное здание
Главное здание (господский дом) мызы является одним из самых представительных мызных зданий в Эстонии.
Строительство двухэтажного каменного здания в стиле раннего классицизма по проекту губернского архитектора Иоганна Шульца, было закончено в 1786 году, когда мызой владел Отто Фридрих фон Штакельберг (Otto Friedrich von Stackelberg).
Здание имеет высокую вальмовую крышу. На горизонтально очерченном переднем фасаде доминирует центральный ризалит с арочными окнами и балконом на гранитных колоннах. На заднем фасаде выделяются боковые ризалиты, на которых раньше тоже были балконы. У здания широкие пилястры и оштукатуренное обрамление окон с каплевидными багетами. На нижнем этаже находится просторный вестибюль с парадной двухмаршевой лестницей. Второй этаж анфиладный, на нём располагались представительские комнаты.
Жемчужиной здания является богатый штуковый декор в стиле Людовика XVI, выполненный чешским мастером Карлом Калупкой (Carl Kalupka) и сохранившийся в «розовом зале», «синем салоне» и вестибюле. В зале стены из искусственного розового мрамора поделены на панели и украшены охотничьими трофеями, рельефными сценами, портретными медальонами. В салоне на выполненных из искусственного синего мрамора стеновых панелях в круглых обрамлениях с драпировкой и венками из роз встроены рельефные фигуры. И в зале, и в салоне — стильные кафельные печи. Парадная дверь выполнена в стиле барокко.
В 1970 году для нужд школы к зданию была сделана пристройка. Наряду со школьной деятельностью здание также доступно для посещения туристами, проведения семинаров и праздничных мероприятий.

## Мызный комплекс
В непосредственной близости от главного здания мызы расположено большое число вспомогательных зданий, практически все — в сильно перестроенном виде. В полукилометре к востоку от мызы находится принадлежавшая Штакельбергам часовня, которая перестроена в гриль-домик.
В  Государственный регистр памятников культуры Эстонии внесены 14 объектов мызного комплекса:
- главное здание (при инспектировании 01.11.19 находилось в удовлетворительном состоянии)[6];
- дом управляющего (при инспектировании 5.09.2016 находился в удовлетворительном состоянии)[9];
- парк (при инспектировании 30.08.2017 находился в удовлетворительном состоянии)[10];
- мызные аллеи (при инспектировании 4.08.2017 находились в плохом состоянии)[11];
- маслодельня (при инспектировании  3.07.2018 находилась в удовлетворительном состоянии)[12];
- конюшня (при инспектировании 25.10.2017 находился в удовлетворительном состоянии)[13];
- хлев 1 (при инспектировании 10.10.2017 находился в удовлетворительном состоянии)[14];
- хлев 2 (при инспектировании 10.10.2017 находился в удовлетворительном состоянии)[15];
- хлев 3 (при инспектировании 10.10.2017 находился в удовлетворительном состоянии)[16];
- погреб (при инспектировании 10.10.2017 находился в хорошем состоянии)[17];
- мызная ограда (при инспектировании 29.05.2018 находилась на реставрации)[18];
- теплица (по состоянию на 5.09.2016 находилась в развалинах)[19];
- дом для работников (при инспектировании 5.12.2013 находился  в удовлетворительном состоянии; в нём работает магазин)[20];
- мызное кладбище и часовня (при инспектировании 27.09.2016 находились в удовлетворительном состоянии)[21].

## Галерея

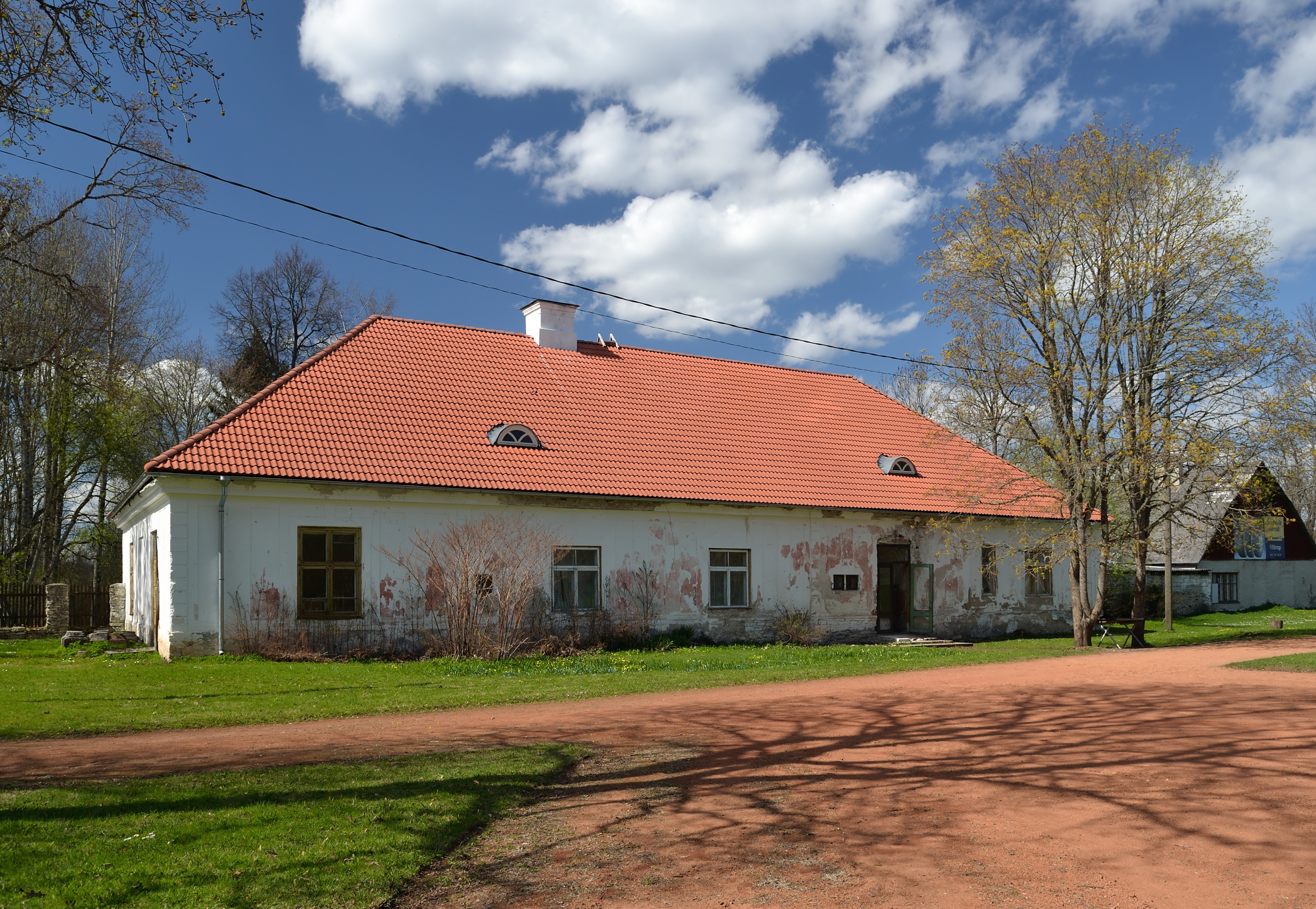
Дом управляющего
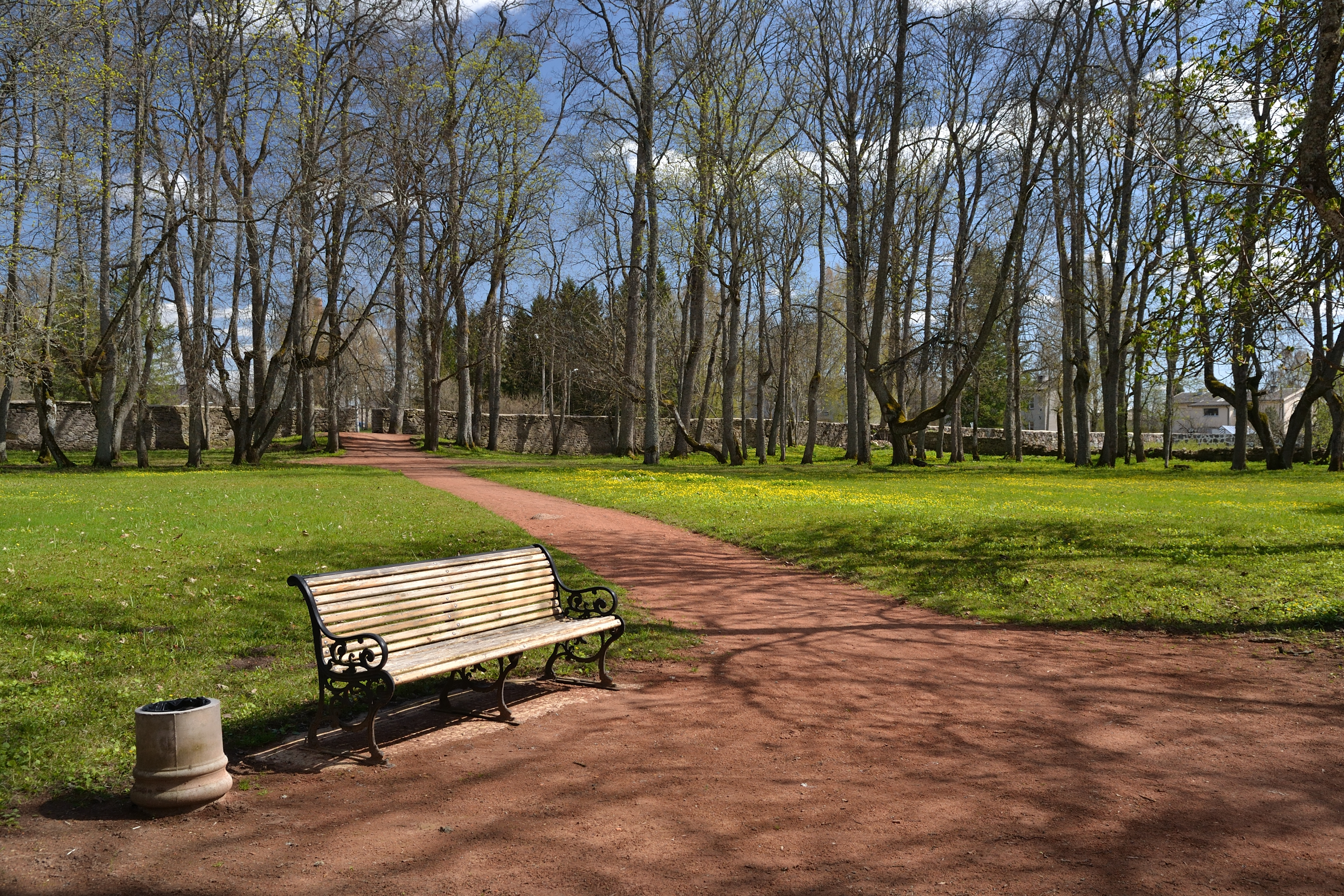
Парк мызы
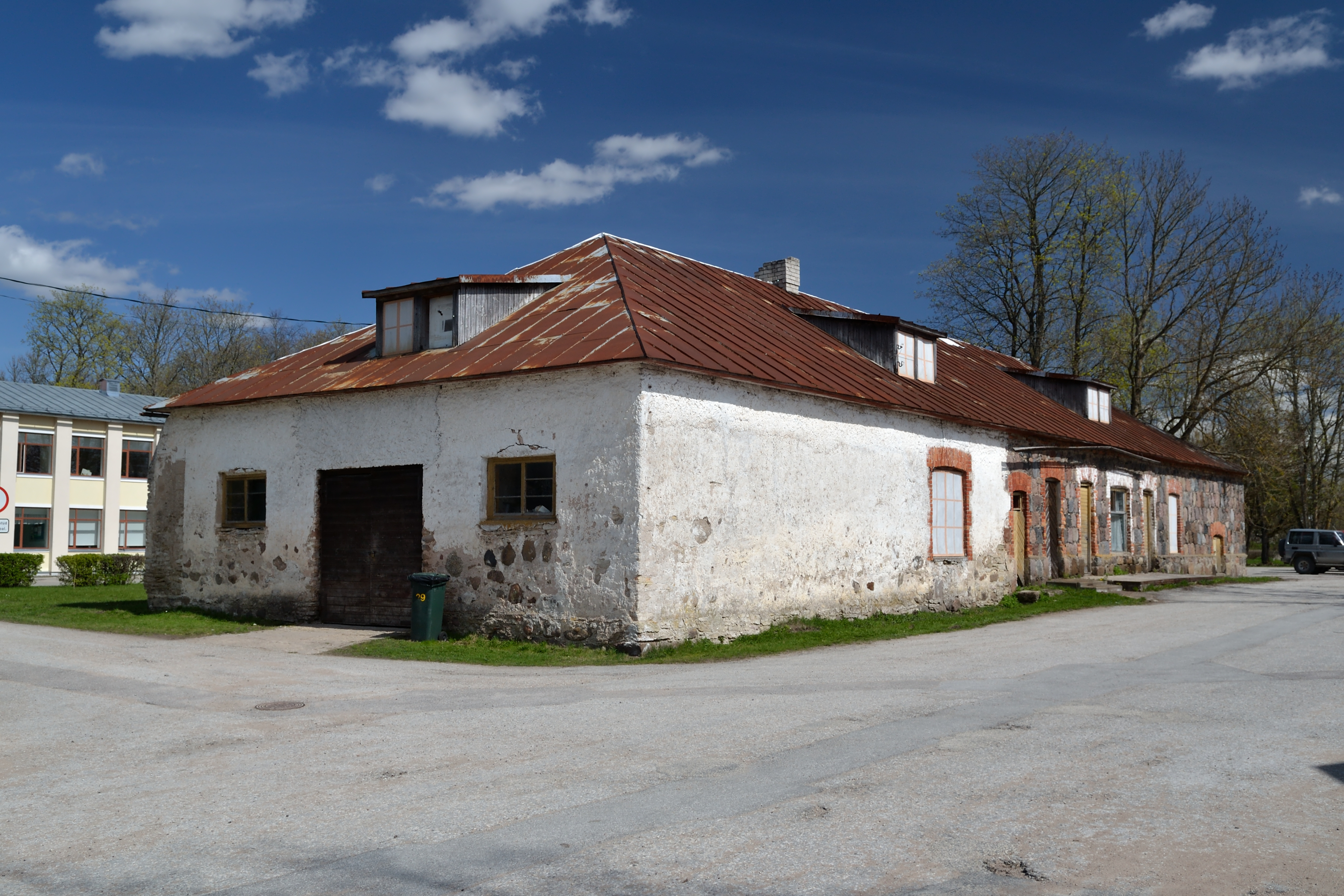
Маслодельня
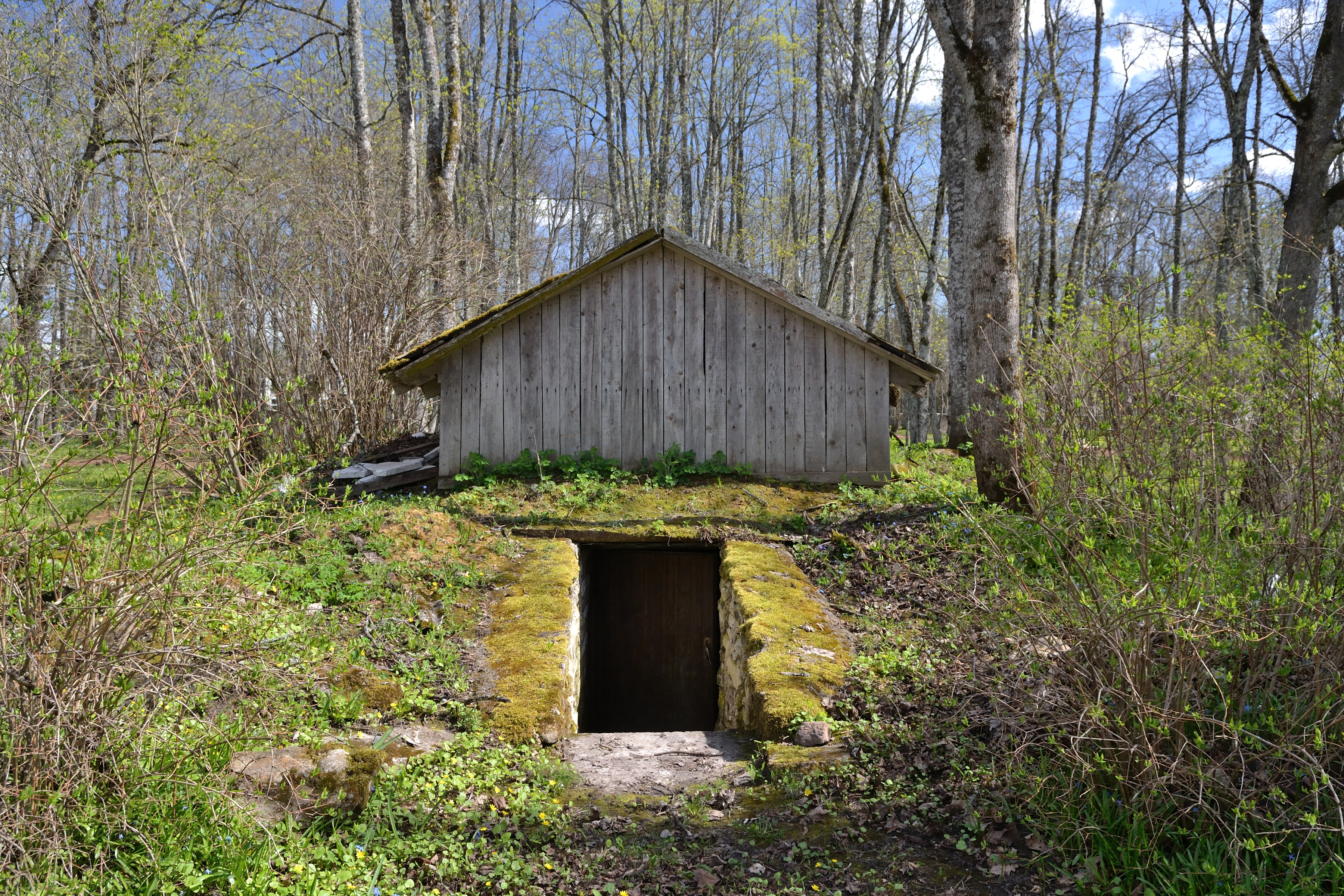
Погреб
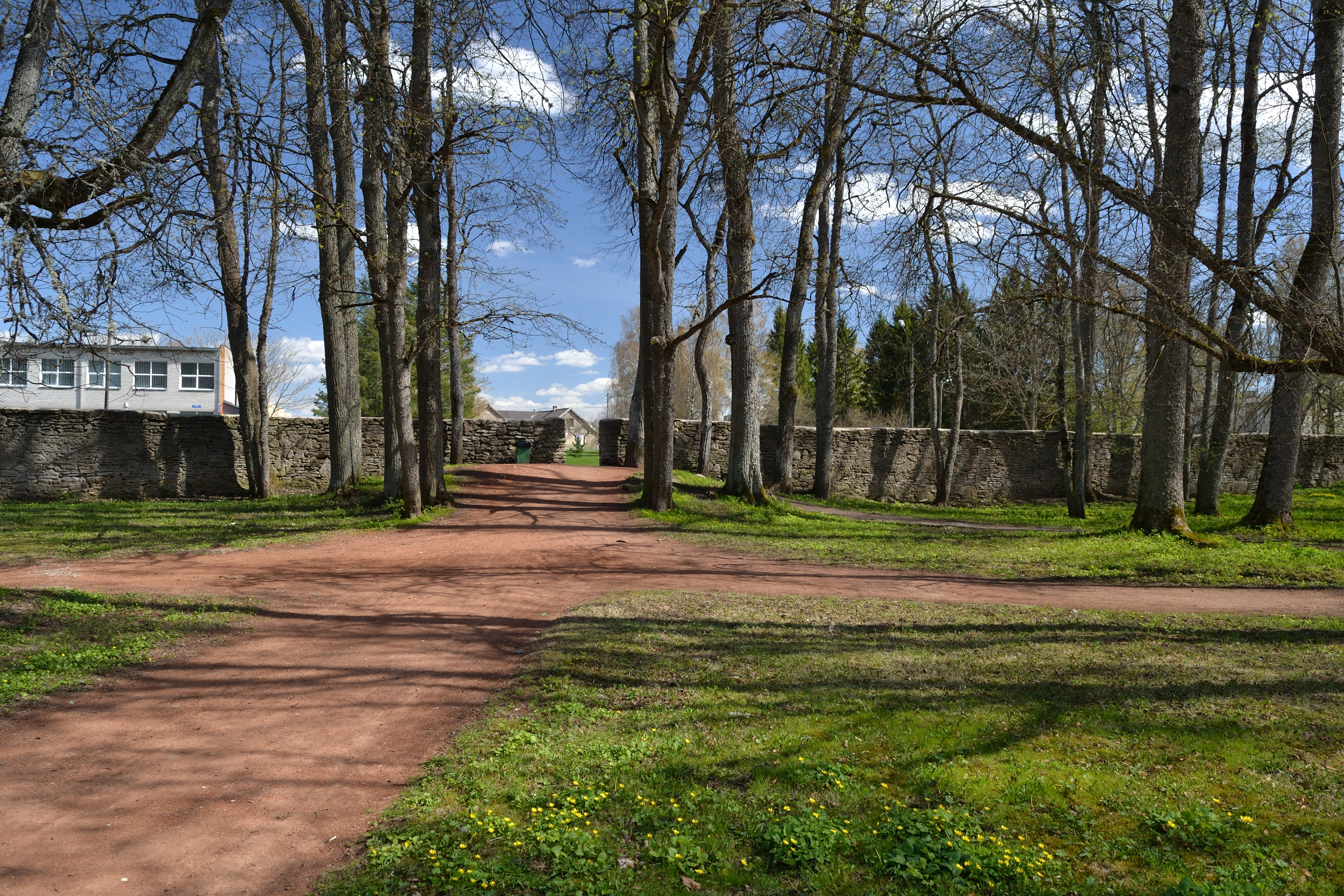
Ограда мызы